# Nathan Zuntz

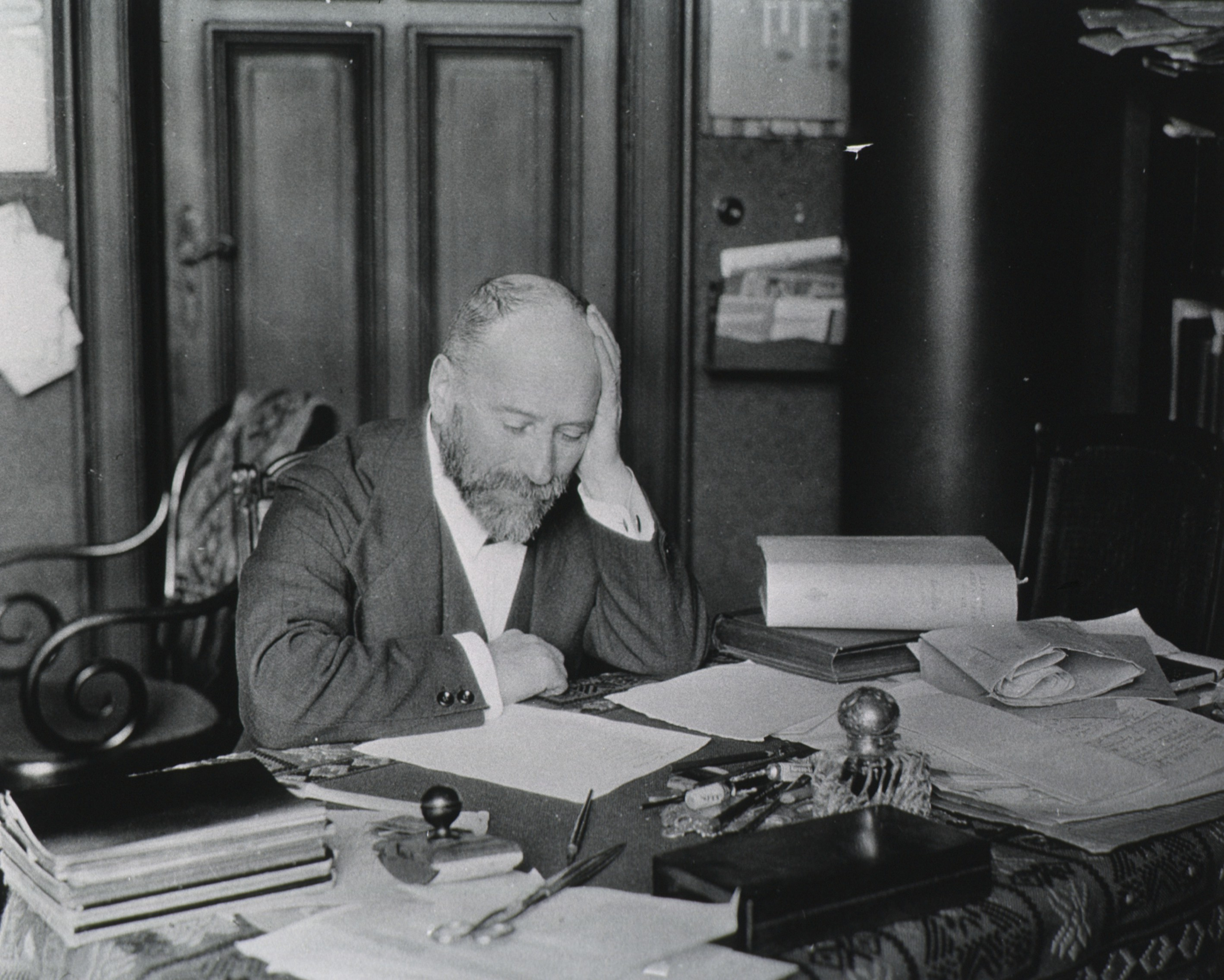
Nathan Zuntz

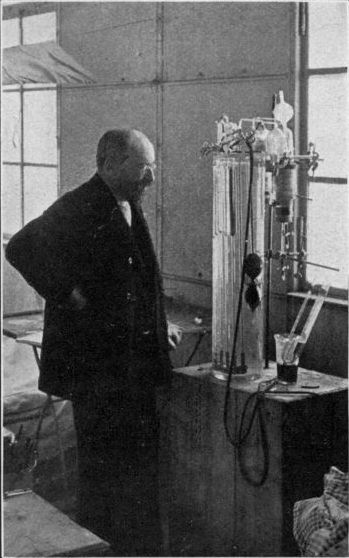
Nathan Zuntz 1910

Nathan Zuntz (* 7. Oktober 1847 in Bonn; † 22. März 1920 in Charlottenburg) war ein deutscher Physiologe. Seine umfassenden tierphysiologischen Arbeiten sind bis heute aktuell. Er war ein Wegbereiter der modernen Höhenphysiologie und Mitbegründer der Luftfahrtmedizin.

## Leben
Nathan Zuntz entstammte einer jüdischen Kaufmannsfamilie. Sein Vater Leopold Zuntz (1814–1874) und seine Großmutter Rachel Zuntz hatten 1837 gemeinsam die Kaffeerösterei A. Zuntz sel. Wwe. gegründet. Nathan war das älteste von elf Kindern Leopolds und dessen aus Kassel stammender Ehefrau Julie Zuntz (1822–1872), geborene Katzenstein.
Zuntz studierte ab 1864 Medizin an der Universität Bonn und war 1866 Assistent von Max Schultze. Während der letzten beiden Semester seines Studiums arbeitete er als Unterarzt bei Hugo Ruehle an der Medizinischen Klinik in Bonn. 1868 promovierte er mit der Dissertation Beiträge zur Physiologie des Blutes. Er legte im selben Jahr das Staatsexamen ab und war damit approbierter Arzt. Es folgte eine mehrmonatige Praxisvertretung in Oberpleis bei Bonn. Nach einem siebenmonatigen Studienaufenthalt in Berlin, wo er Vorlesungen von Friedrich Theodor von Frerichs, Albrecht von Graefe, Rudolf Virchow, Carl Westphal und Ludwig Traube besuchte, wurde Zuntz 1870 Assistent bei seinem Doktorvater Eduard Pflüger in Bonn. Daneben führte er bis 1881 eine Arztpraxis. 1871 wurde er Privatdozent an der Universität Bonn und 1872 Honorardozent für Physiologie an der Königlichen Landwirtschaftlichen Akademie Poppelsdorf.
1874 heiratete Zuntz Friederieke Bing. Der Ehe entstammen drei Kinder. Im selben Jahr wurde er außerordentlicher Professor für Physiologie an der Universität Bonn und baute das tierphysiologische Laboratorium auf. 1881 wurde er zum ordentlichen Professor an das Tierphysiologische Institut der Königlich Landwirtschaftlichen Hochschule Berlin berufen. In den 1880er Jahren löste sich Zuntz vom jüdischen Glauben und trat 1889 mit seiner Familie zum Protestantismus über.
1897 erhielt Zuntz von Kaiser Wilhelm II. den Roten Adlerorden vierter Klasse und 1904 die Ernennung zum Geheimen Regierungsrat. 1906 wurde Zuntz vom Lehrerkollegium der Landwirtschaftlichen Hochschule Berlin für zwei Jahre zum Rektor gewählt und die Wahl satzungsgemäß vom Kaiser bestätigt. In der Landwirtschaftlichen Hochschule baute er das damals modernste tierphysiologische Institut der Welt auf. Insbesondere die nach seinen Plänen errichtete Respirationsanlage für große Tiere war auf dem neuesten Stand. Ab 1914 stellte er seine gesamte Kraft in den Dienst des Krieges. 1919 wurde Zuntz auf seine Bitte in den Ruhestand versetzt. Eine Professur an der Universität blieb ihm wegen des vorherrschenden Antisemitismus ein Leben lang verwehrt.
Sein Grab befindet sich auf dem Südwestkirchhof Stahnsdorf in einem Erbbegräbnis im Block Heilig-Geist, Gartenblock I. An seinem ehemaligen Wohnhaus, Bleibtreustraße 38/39 in Berlin, ist eine Gedenktafel angebracht.
Während der Herrschaft der Nationalsozialisten mussten seine Kinder und Enkel aus Deutschland emigrieren. Sein Enkel Günther Zuntz wurde ein bedeutender klassischer Philologe.

## Leistung
Nathan Zuntz war ein außerordentlich produktiver Forscher. Er veröffentlichte über 700 wissenschaftliche Arbeiten. Sein Hauptinteresse galt der Erforschung der Physiologie der Tiere und Menschen in Belastungssituationen (körperliche Arbeit, Leibesübungen, Höhenaufenthalt). Er war begeisterter Berg- und Höhenwanderer, so betrieb er Feldforschung (auch am eigenen Körper) im Hochgebirge oder bei Ballonhochfahrten.
Lange beschäftigte er sich mit der Physiologie großer Nutztiere, insbesondere des Pferdes. Er führte die ersten umfassenden und systematischen Untersuchungen zum Energiestoffwechsel des Pferdes durch. Dazu entwickelte er mit Julius Geppert den Zuntz-Geppertschen Respirationsapparat und Ende der 1880er Jahre das Laufband, variierbar in Geschwindigkeit und Neigung. Dadurch konnten Belastungsstudien unter definierten und messbaren Bedingungen durchgeführt werden.
Waren schon die Fütterungsversuche am Pferd vom Deutschen Kriegsministerium finanziell unterstützt worden, so war die Berliner Gepäckmarsch-Studie von 1894 eine Auftragsarbeit für das Militär. Dabei sollten die körperliche Belastbarkeit von Soldaten untersucht und die optimalen Essensrationen bestimmt werden. Zuntz, der Theorie und Experiment gut zu verbinden verstand, entwickelte eine tragbare Gasuhr für Atemmessungen. Die Arbeiten waren aber auch für die sich rasant entwickelnde Sportmedizin von Bedeutung. Zuntz war 1911 Vorsitzender der sporthygienisch-wissenschaftlichen Abteilung der Internationalen Hygiene-Ausstellung in Dresden, die fünf Millionen Besucher anlockte. Die Abteilung legte den Grundstein für eine zeitgemäße Sportphysiologie und -hygiene.

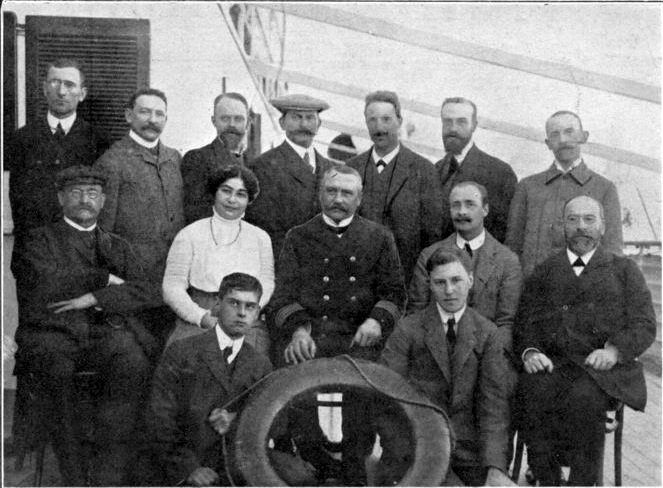
Die Teilnehmer der Expedition nach Teneriffa 1910, vorn re. Nathan Zuntz.

Ab 1895 unternahm Zuntz mehrere Expeditionen ins Monte-Rosa-Massiv. In der noch heute höchstgelegenen Berghütte der Alpen, Capanna Regina Margherita, auf der Signalkuppe (4554 m ü NN) erforschte er die Wirkung des Höhenklimas auf den menschlichen Organismus. Unter anderem studierte er die Zunahme  roter Blutkörperchen bei längerem Aufenthalt in der Höhe. Später setzte er die Untersuchungen auch am Teide auf Teneriffa sowie im pneumatischen Kabinett des Jüdischen Krankenhauses in Berlin fort. Eine gründliche Erforschung der akuten Höhenkrankheit wurde dringlicher, als Ballonfahrer in immer größere Höhen vorstießen. 1901 hatten die Berliner Meteorologen Arthur Berson und Reinhard Süring im offenen Ballon eine Höhe von 10.800 m erreicht und dabei das Bewusstsein verloren. Obwohl die Fahrt glücklich beendet wurde, hatte sich gezeigt, dass das Wissen um die Ursachen der Höhenkrankheit dringend erweitert werden musste. Zuntz widmete sich dieser Aufgabe mit bemerkenswertem Einsatz. 1902 begleitete er den österreichischen Physiologen Hermann von Schrötter sowie Berson und Süring auf zwei wissenschaftlichen Ballonhochfahrten, die sie bis auf 5000 m Höhe führten. Zuntz und von Schrötter veröffentlichten 1912 jeweils ein Werk zur Hygiene der Luftfahrt und gelten seither als Mitbegründer der Luftfahrtmedizin. Die Untersuchungen von Zuntz befruchteten auch maßgeblich die wissenschaftliche Sportmedizin. Sein Beitrag auf dem 1. sportärztlichen Kongress 1912 in Oberhof Wert der Physiologie für die Leibesübungen vermittelte grundsätzliche Erkenntnisse.
Mit dem Ausbruch des Ersten Weltkriegs verschob sich der Schwerpunkt seiner Arbeit. Zuntz beschäftigte sich nun mit der Frage, wie die Ernährung des Volkes in Zeiten knapper Lebensmittelressourcen sichergestellt werden könne. Er war Mitherausgeber des Merkblatts Volksernährung in der Kriegszeit. Bereits im ersten Kriegsjahr schlug er vor, den Schweinebestand zu reduzieren, um über mehr Getreide für Menschen verfügen zu können. Im Frühjahr 1915 fand tatsächlich eine Massenschlachtung von acht bis neun Millionen Schweinen statt, der sogenannte Schweinemord. Des Weiteren forschte er im Auftrag des Kriegsministeriums über den Schutz vor Kampfgas.

## Auszeichnungen

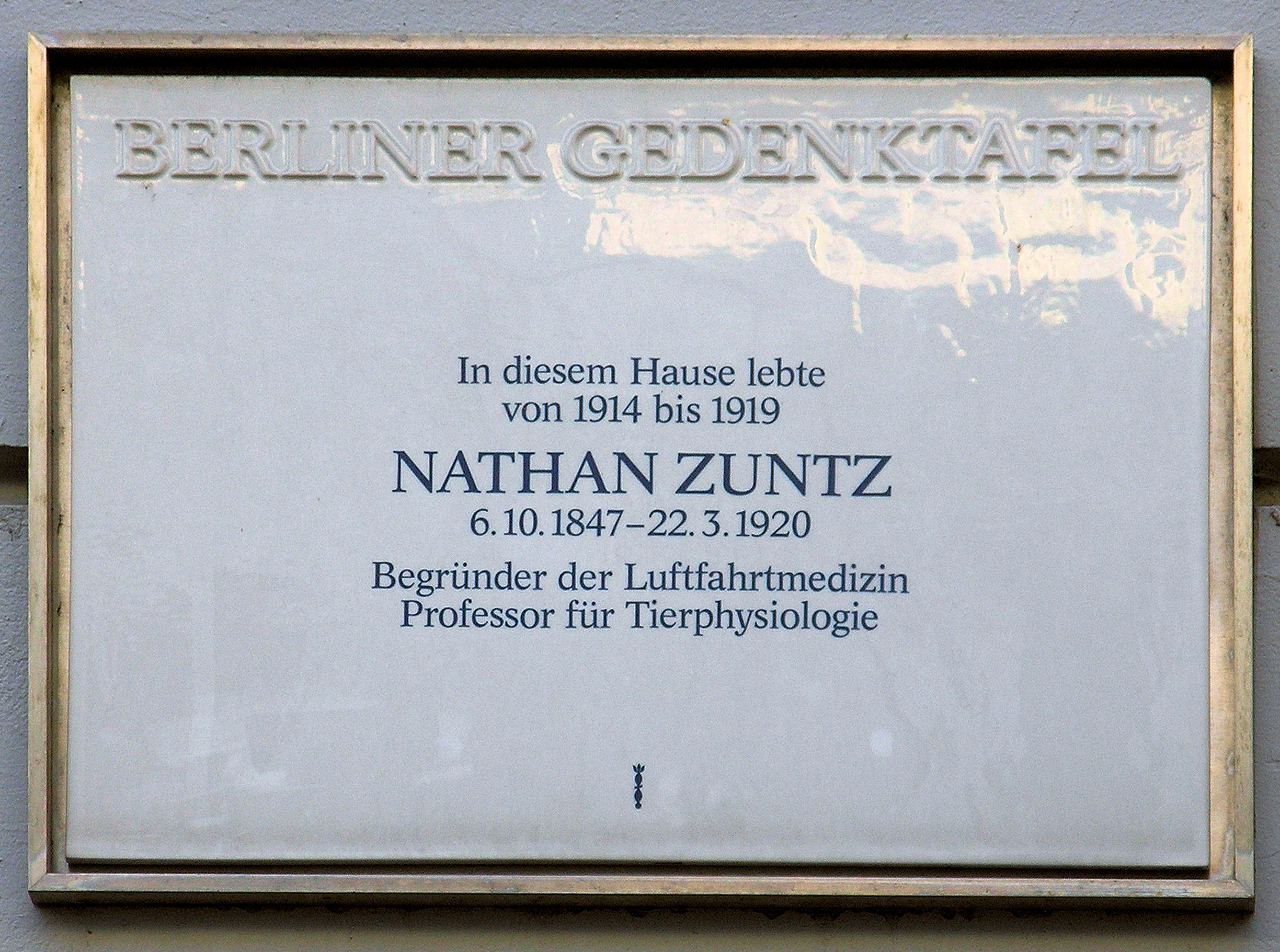
Berliner Gedenktafel in der Bleibtreustraße

Zuntz erfuhr für seine Leistungen zahlreiche wissenschaftliche und staatliche Ehrungen. 1884 wurde er zum Mitglied der Leopoldina gewählt.
Die Tierärztliche Hochschule Hannover (1918) und die Philosophische Fakultät der Universität Bonn (1919) verliehen ihm die Ehrendoktorwürde. Er war Träger des Roten Adlerordens 4. Klasse (1897), des Kronenordens 2. Klasse (1918), des russischen Sankt-Stanislaus-Ordens 2. Klasse (1912/13) und des Eisernen Kreuzes 2. Klasse (1916).

## Veröffentlichungen (Auswahl)
- mit C. Lehmann und O. Hagemann: Der Stoffwechsel des Pferdes bei Ruhe und Arbeit. In: Landw. Jahrbuch. 18, 1889, S. 1–156.
- mit W. Schumburg: Studien zu einer Physiologie des Marsches. Hirschwald, Berlin 1901.
- mit H. von Schrötter: Ergebnisse zweier Ballonfahrten zu physiologischen Zwecken. In: Pflügers Archiv. 92, 1902, S. 479–520.
- mit A. Loewy, F. Müller und  W. Caspari: Höhenklima und Bergwanderungen in ihrer Wirkung auf den Menschen. Ergebnisse experimenteller Forschungen im Hochgebirge und Laboratorium. Verlagshaus Bong, Berlin 1906.
- mit  A. Loewy: Lehrbuch der Physiologie des Menschen. F.C.W. Vogel, Leipzig 1909.
- Zur Physiologie und Hygiene der Luftfahrt. Springer, Berlin 1912.